# The White Album (band)
 For alternative betydninger, se The White Album. (Se også artikler, som begynder med The White Album)
The White Album er en dansk folkpopgruppe fra Danmark fra 2011. Bandet består af Jakob Eilsø (sang, guitar), Claus Arvad (sang, guitar, mandolin) og Frederik Vedersø (sang og guitar), og alle tre stammer fra Fyn. Vedersø er også sanger i bandet indiepopgruppen The Eclectic Moniker.
I 2012 udgav gruppen deres debut-EP kaldet Conquistador, og den modtog fem ud af seks stjerner på musiksiden Soundvenue.
Gruppens debutalbum, The Quiet Strum, udkom i september 2014, og det modtog fire ud af seks stjerner i musikmagasinet GAFFA. Det toppede som nummer fire på Album Top-40 i Danmark.
I 2013 var gruppen nomineret til Odense Live Talentprisen.
Den 20. november 2015 udgav gruppen deres første julesang kaldet "The Snow". Samme år modtog gruppen også hovedprisen ved Odense Live Prisen.
Gruppens andet studiealbum, Songs from the Sun, udkom i februar 2017, og det modtog tre ud af seks stjerner i GAFFA. Gruppen var nomineret til hovedprisen ved Odense Live Prisen, men vandt ikke.

## Diskografi
- Conquistador (2012, EP)
- The Quiet Strum (2014)
- Songs from the Sun (2017)
- Colorama (2020)